# 팀 마켄키
팀 마켄키(チーム・負けん気)는 차오 벨라 칭케티와 킷카와 유우, 업업걸즈(가)의 3조에 의해 결성된 일본의 여성 10인조 아이돌 그룹이다.

## 멤버
솔로
- 모로즈카 카나미 (諸塚香奈実, 1989년 11월 1일 ~ ) - 최연장자, 팀 마켄키 리더
- 하시모토 아이나 (橋本愛奈, 1992년 10월 3일 ~ )
- 오카다 로빈 쇼코 (岡田ロビン翔子, 1993년 3월 15일 ~ )
- 고토 유키 (後藤夕貴, 1993년 6월 12일 ~ )
- 킷카와 유우 (吉川友, 1992년 5월 1일 ~ )

업업걸즈(가)
- 후루카와 코나츠 (古川小夏, 1992년 6월 5일 ~ )
- 모리 사키 (森咲樹, 1993년 10월 12일 ~ )
- 사호 아카리 (佐保明梨, 1995년 6월 8일 ~ )
- 세키네 아즈사 (関根梓, 1996년 6월 14일 ~ )
- 아라이 마나미 (新井愛瞳, 1997년 11월 19일 ~ ) - 최연소

### 전 멤버
차오 벨라 칭케티
- 아키야마 유리카 (秋山ゆりか, 1992년 10월 19일 ~ )

업업걸즈(가)
- 센고쿠 미나미 (仙石みなみ, 1991년 4월 30일 ~ ) - 업업걸즈(가) 초대 리더
- 사토 아야노 (佐藤綾乃, 1995년 1월 7일 ~ )

## 개요

### 배경
THE 폿시보(2015년 7월 8일부터 차오 벨라 칭케티로 개명)의 멤버, 킷카와 유우, 센고쿠 미나미 업업걸즈(가)의 멤버는 모두 하로프로에그 출신이다.
THE 폿시보는 하로프로에그를 2007년에 졸업 후, 2008년에 메이저 데뷔했다. 킷카와는 하로프로에그의 연수과정을 2010년에 수료하고 2011년에 메이저 데뷔했다. 업업걸즈(가) 멤버는 각각 하로프로에그의 연수과정을 2010년부터 2011년까지 수료하고 2011년에 이 그룹이 결성되었다. 이후 THE 폿시보와 업업걸즈(가)는 2011년 11월과 2012년 10월에 2맨 라이브를 개최했다.
2013년 10월 7일, THE 폿시보와 업업걸즈(가)에 의한 3차 2맨 라이브가 요코하마 BLITZ에서 개최되었다. 이 라이브에서는 킷카와가 깜짝 게스트로서 등장해「킷카와 유우와 폿시폿시걸즈(가)」를 결성하자고 제안했다. 그 해 11월 24일에 아카사카 BLITZ에서 열린 THE 폿시보의 라이브 투어 최종일 공연에서는 업업걸즈(가)와 킷카와 유우가 등장해 라이브 투어「THE 폿시보 VS 킷카와 유우 VS 업업걸즈(가) ~킷카와 유우와 폿시폿시걸즈(가)~」를 개최되는 것이 발표되었다.

### 2014년
2월 6일, 이 라이브 투어 첫 날 공연이 신주쿠 BLAZE에서 행해졌다. 이 공연에서는 킷카와 발언으로 3조 팀 이름을 제안하는 흐름이 되어, 업업걸즈(가)의 사토 아야노는「팀 마켄키」, 후루카와 코나츠는「탈선 프로젝트」, 센고쿠 미나미는「하극상」, THE 폿시보의 고토 유키는「에그클럽」라는 이름을 제안했다. 팀명은 결국 제안된 이름 중에서「팀 마켄키(가)」가 되었다. 사토는「우리는 작지만 경쟁의 힘으로 아직 클 수 있지 않을까」로 명명 이유에 대해 설명했다. 또 이 공연에서는 이 라이브 투어에서 보여 주기 위한 신곡「無限、Fly High!!(무한, Fly High!!)」를 선보였다. 그 뒤 2월 23일에 후시미 JAMMIN에서 열린 이 라이브 투어 공연에서는「팀 마켄키(가)」에 의한 메일 써클이 개설되는 것이 발표되었다.
8월 2일, 도쿄 오다이바 지구에서 열린 TOKYO IDOL FESTIVAL 2014에서는 그룹의 1st 싱글「無限、Fly High!!(무한, Fly High!!)」이 9월 17일에 발매되었음을 발표했다. 또, 이날 그룹 이름이「팀 마켄키(가)」에서「팀 마켄키」로 개명했다.

### 2015년
8월 10일, 아키야마 유리카가 차오 벨라 칭게티를 졸업해, 팀 마켄키도 12인 체제가 되었다.

### 2017년
9월 15일, 센고쿠 미나미와 사토 아야노가 업업걸즈(가)를 졸업해, 팀 마켄키도 10인 체제가 되었다.

### 2018년
7월 14일, SHIBUYA WWW X에서 개최된「팀 마켄키 FINAL ~10년 후 다시 싸우겠습니다~」를 기해 활동 휴지.

## 음악

### 싱글
1. 無限、Fly High!! (2014년 9월 17일)
  - 커플링 곡은 본 타이틀 곡을 각 3조 버전이 수록되었다.

### DVD
1. チーム・負けん気〜本気☆勝ちます〜1stライブハウスツアー (2015년 1월 14일)

## 출연

### 라이브

#### 단독 라이브
- THE 폿시보 VS 킷카와 유우 VS 업업걸즈(가) ~킷카와 유우와 폿시폿시걸즈(가)~ (2014년 2월 6일 ~ 3월 8일)
- 팀 마켄키 1st 라이브 하우스 투어 ~진심☆이깁니다~ (2014년 9월 28일 ~ 10월 25일)
- 팀 마켄키 FINAL ~10년 후 다시 싸우겠습니다~ (2018년 7월 14일, SHIBUYA WWW X)

#### 합동 라이브
- TOKYO IDOL FESTIVAL 2014 (2014년 8월 2일, 도쿄 오바이바 지구)
- @JAM EXPO 2014 (2014년 8월 31일, 요코하마 아레나)
- Hello! Project COUNTDOWN PARTY 2014 ~GOOD BYE & HELLO!~ (2014년 12월 31일 ~ 2015년 1월 1일, 오사카 코베)